# Привільненська сільська рада (Баштанський район)
Приві́льненська сільська́ ра́да — адміністративно-територіальна одиниця та орган місцевого самоврядування в Баштанському районі Миколаївської області. Адміністративний центр — село Привільне.

## Загальні відомості
- Населення ради: 2 921 особа (станом на 2001 рік)

## Населені пункти
Сільській раді підпорядковані населені пункти:
- с. Привільне
- с. Новобірзулівка

## Склад ради
Рада складається з 20 депутатів та голови.
- Голова ради: Верба Віктор Дмитрович
- Секретар ради: Омельченко Раїса Миколаївна

### Керівний склад попередніх скликань
| Прізвище, ім'я, по батькові     | Основні відомості                                                                       | Дата обрання | Дата звільнення |
| ------------------------------- | --------------------------------------------------------------------------------------- | ------------ | --------------- |
| Савченко Анатолій Володимирович | Сільський голова, 1955 року народження, освіта середня спеціальна, безпартійний         | 26.03.2006   | 31.10.2010      |
| Савченко Анатолій Володимирович | Сільський голова, 1955 року народження, освіта середня спеціальна, член Партії регіонів | 31.10.2010   | 25.04.2014      |
| Верба Віктор Дмитрович          | Сільський голова, 1966 року народження, освіта середня спеціальна, безпартійний         | 26.10.2014   |                 |

Примітка: таблиця складена за даними сайту Верховної Ради України

### Депутати
За результатами місцевих виборів 2010 року депутатами ради стали:

#### За суб'єктами висування
| Суб'єкт висування | Кількість обраних депутатів | %  |
| ----------------- | --------------------------- | -- |
| Партія регіонів   | 19                          | 95 |
| Самовисування     | 1                           | 5  |

#### За округами
| № округу        | Прізвище, ім'я, по батькові      | Дата визнання обраним | Освіта             | Партійна приналежність | Відомості про обраного депутата                                                           |
| --------------- | -------------------------------- | --------------------- | ------------------ | ---------------------- | ----------------------------------------------------------------------------------------- |
| Партія регіонів |                                  |                       |                    |                        |                                                                                           |
| 1               | Покотило Світлана Володимирівна  | 05.11.2010            | незакінчена вища   | член Партії регіонів   | одноосібник                                                                               |
| 2               | Матвєєв Віктор Олександрович     | 05.11.2010            | середня            | член Партії регіонів   | одноосібник                                                                               |
| 3               | Антонюк Людмила Валентинівна     | 05.11.2010            | середня спеціальна | член Партії регіонів   | Привільненська сільська рада, завідувачка сільського центру соціального захисту населення |
| 4               | Чернишова Оксана Казимирівна     | 05.11.2010            | середня            | член Партії регіонів   | тимчасово не працює                                                                       |
| 6               | Головацька Антоніна Василівна    | 05.11.2010            | середня            | член Партії регіонів   | приватний підприємець                                                                     |
| 7               | Савченко Сергій Анатолійович     | 05.11.2010            | вища               | член Партії регіонів   | приватний підприємець                                                                     |
| 8               | Колесник Ніна Василівна          | 05.11.2010            | середня спеціальна | член Партії регіонів   | Привільненська дільнича лікарня, медсестра                                                |
| 9               | Верба Віктор Дмитрович           | 05.11.2010            | незакінчена вища   | член Партії регіонів   | Привільненське лісництво, лісничій                                                        |
| 10              | Теребєй Тетяна Вікторівна        | 05.11.2010            | незакінчена вища   | член Партії регіонів   | Привільненська сільська рада, заступник головного бухгалтера                              |
| 11              | Тонченко Людмила Олексіївна      | 05.11.2010            | середня спеціальна | член Партії регіонів   | Привільненська дільнича лікарня, фельдшер                                                 |
| 12              | Гевкалюк Володимир Іванович      | 05.11.2010            | середня            | член Партії регіонів   | приватний підприємець                                                                     |
| 13              | Гриненко Людмила Олександрівна   | 05.11.2010            | середня спеціальна | член Партії регіонів   | Привільненська сільська бібліотека, бібліотекар                                           |
| 14              | Деренюга Олександр Леонідович    | 05.11.2010            | середня            | член Партії регіонів   | пенсіонер                                                                                 |
| 15              | Гордієнко Олександр Михайлович   | 10.01.2011            | вища               | член Партії регіонів   | тимчасово не працює                                                                       |
| 16              | Омельченко Раїса Миколаївна      | 05.11.2010            | середня спеціальна | член Партії регіонів   | Привільненська сільська рада, секретар                                                    |
| 17              | Дубова Любов Андріївна           | 05.11.2010            | вища               | член Партії регіонів   | Привільненська сільська рада, спеціаліст по земельним питання                             |
| 18              | Бутенко Олена Петрівна           | 05.11.2010            | вища               | член Партії регіонів   | Привільненська загальноосвітня школа, психолог                                            |
| 19              | Яковлєв Віталій Анатолійович     | 05.11.2010            | вища               | член Партії регіонів   | ПП «Агро-Дон», директор                                                                   |
| 20              | Везенок Олександра Володимирівна | 05.11.2010            | середня            | член Партії регіонів   | староста с. Новобірзулівка                                                                |
| Самовисування   |                                  |                       |                    |                        |                                                                                           |
| 5               | Федоров Микола Дмитрович         | 05.11.2010            | вища               | позапартійний          | Баштанський лісгосп, лісник                                                               |

## Населення
Згідно з переписом УРСР 1989 року чисельність наявного населення сільської ради становила 4578 осіб, з яких 2044 чоловіки та 2534 жінки.
За переписом населення України 2001 року в сільській раді мешкало 2906 осіб.

### Мова
Розподіл населення за рідною мовою за даними перепису 2001 року:
| Мова       | Відсоток |
| ---------- | -------- |
| українська | 96,03 %  |
| російська  | 3,49 %   |
| молдовська | 0,24 %   |
| гагаузька  | 0,07 %   |
| болгарська | 0,03 %   |